# Ibrahim Derwisch Pascha

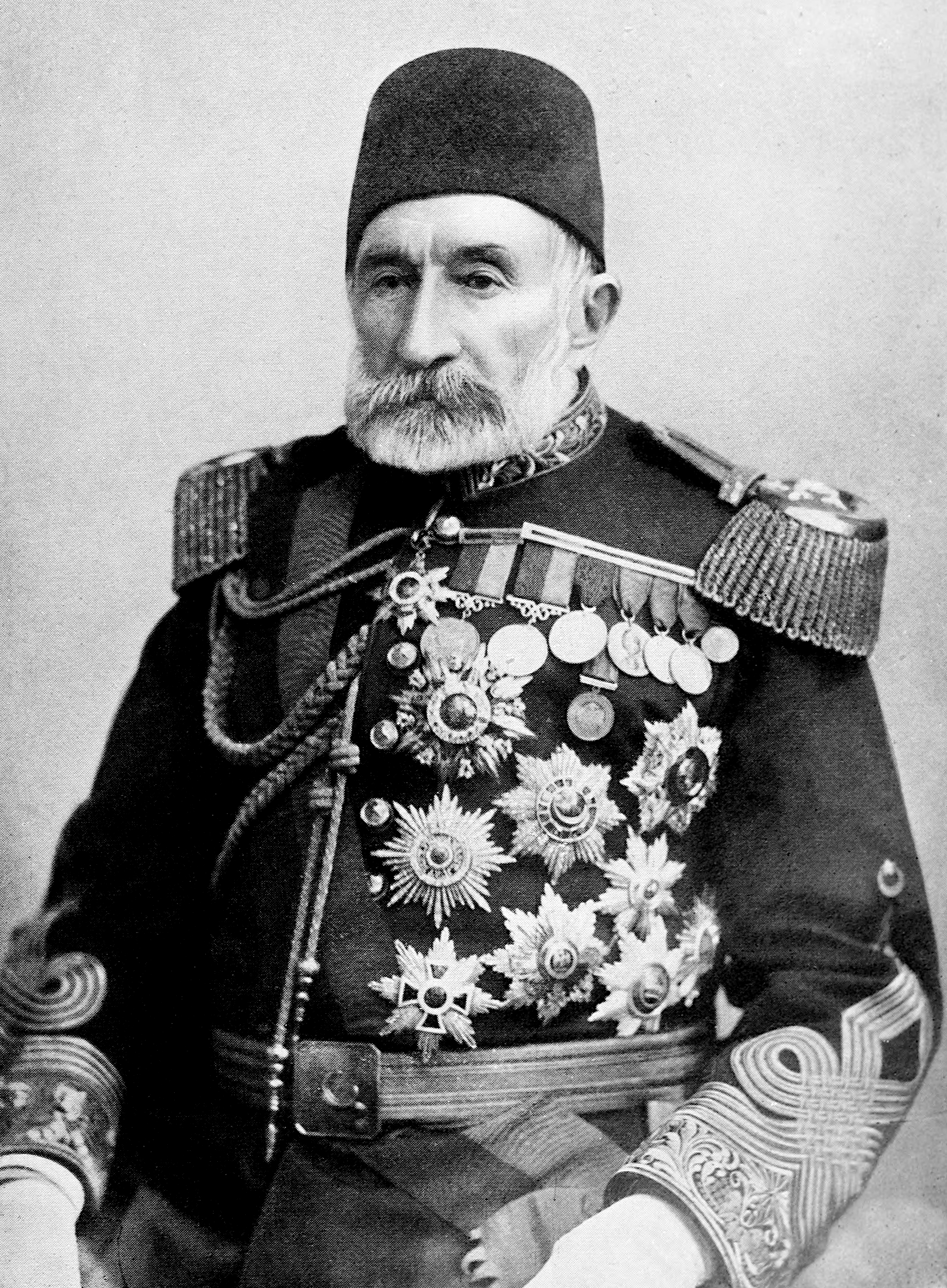
Ibrahim Derwisch Pascha

Ibrahim Derwisch Pascha (türkisch İbrahim Derviş Paşa, * 1811 oder 1812 im damals osmanischen Lofça; † 21. Juni 1896 in Istanbul) war General der osmanischen Armee.

## Leben
Er erhielt seine militärische Ausbildung an der Schule der Genietruppen, besuchte von 1839 bis 1842 die École des mines in Paris, ward darauf Direktor verschiedener Bergwerke in Kleinasien, dann Professor der Chemie und Physik an der Militärschule in İstanbul, 1849 Divisionsgeneral, 1854 türkischer Kommissar in den Donaufürstentümern, 1855 oberster Leiter sämtlicher Kriegsschulen des Reichs, 1861 Generaldirektor der Bergwerke und Forsten, 1862 Befehlshaber eines Armeekorps gegen Montenegro, dann eine Zeit lang Botschafter in Sankt Petersburg, 1875 Generalgouverneur in Bosnien und Herzegowina, wo er die Ausbreitung eines Aufstandes durch seine Schroffheit beförderte, und 1877 Befehlshaber in Batum, das er mit solcher Geschicklichkeit verteidigte, dass die Russen in acht Monaten nicht die geringsten Fortschritte machten.
Nach dem Frieden musste er Batum den Russen übergeben, ward Kommandeur des 4. Armeekorps in Erzerum und 1879 der Garde in Konstantinopel und 1880 Generalgouverneur von Makedonien. Hier unterwarf er aufständischen Albaner, zwang dieselben auch zur Räumung Dulcignos und bekam 1882 den Auftrag, die Ordnung in Ägypten herzustellen; doch richtete er dort nichts aus. Ab 1888 war er Generaladjutant des Großherrn.
İbrahim Derviş Paşa starb am 21. Juni 1896 in İstanbul an Tuberkulose.